# Wiendryż
Wiendryż (biał. Вендрыж; ros. Вендриж) – osiedle na Białorusi, w obwodzie mohylewskim, w rejonie mohylewskim, w sielsowiecie Wiendaraż.
Znajduje tu się stacja kolejowa Wiendryż, położona na linii Osipowicze – Mohylew.